# 国鉄タキ42750形貨車

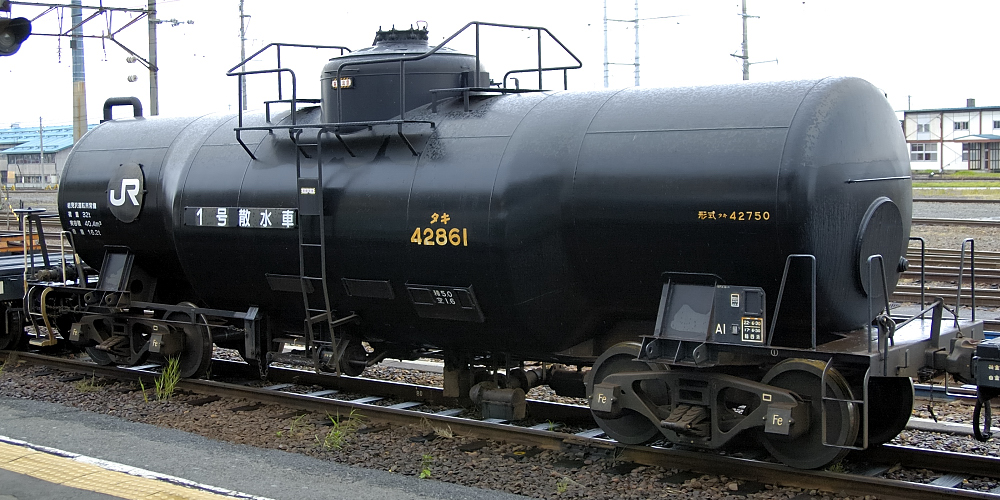
JR北海道が散水車として使用した
車両（岩見沢駅、2007年10月）

国鉄タキ42750形貨車（こくてつタキ42750がたかしゃ）は、1981年（昭和56年）に製作された、石油類（除ガソリン）専用の 32 t 積 貨車（タンク車）である。私有貨車として製作され、日本国有鉄道（国鉄）に車籍編入された。1987年（昭和62年）4月の国鉄分割民営化後は日本貨物鉄道（JR貨物）に車籍を承継された。

## 概要
本形式は、1981年（昭和56年）8月5日から同年11月28日にかけてに日本車輌製造及び秩父鉄道にて145両（タキ42750 - タキ42894）がタキ9800形より改造され落成した。
本形式の種車であるタキ9800形の専用種別は石油類（除ガソリン）で本形式と同じであるが、タキ9800形はC重油など高比重・高粘度の油種を輸送するための車両であり、タンク内部には高圧蒸気を通す加熱管を装備していた。それに対して本形式は、軽油・灯油など比重の小さい油種専用とされた点が異なるため、改造に際して加熱管と点検口の撤去を行ったが、タンク体自体は継続使用したため、比重が小さくなった分（比重0.85→比重0.79、約7%減少、35 t×0.93=32.55 t）荷重も32 tに軽減された。
化成品分類番号「燃31」（燃焼性の物質、引火性液体、危険性度合2（中））が標記された。荷役方式はマンホールによる上入れ、吐出管による下出し式である。
塗色は、黒であり、全長は12,020 mm、全幅は2,740 mm、全高は3,877 mm、台車中心間距離は7,920 mm、実容積は40.5 m3、自重は16.7 t、換算両数は積車5.0、空車1.6、最高運転速度は75 km/h、台車はベッテンドルフ式のTR41Cである。
落成当時の所有者は全車（145両）日本石油輸送であったが、1両（タキ42861）が2000年（平成12年）北海道旅客鉄道（JR北海道）に譲渡された。JR北海道では、改造の上夏季のレール膨張対策のための散水車として使用され、専用種別を水として車体下部の取卸口を遠隔操作で開閉可能な構造に改造して、走行中に散水の開始・停止を容易に行えるようにした。
1987年（昭和62年）4月の国鉄分割民営化時にはタキ42858を除く144両がJR貨物に継承されたが、1992年（平成4年）度から淘汰が始まり、1995年（平成7年）度末時点では112両が現存していたが、JR貨物では最後まで在籍した4両（タキ42752 ,タキ42768 ,タキ42812 ,タキ42868）が2001年（平成13年）9月に廃車、JR北海道所有車は2014年（平成26年）7月7日に廃車になり形式消滅した。